# Mary Katherine Campbell
Mary Katherine Campbell (18 de diciembre de 1905 – 7 de junio de 1990) fue la única persona en ganar dos veces el certamen de Miss America y la segunda mujer en la historia en conseguir el título.

## Primeros años y educación
La biografía de Campbell como Miss America afirmaba que era "típicamente estadounidense y en conjunto un tipo ideal", y que "sus antepasados durante diez generaciones han nacido en Estados Unidos".
Campbell se había graduado con un diploma del East High School en febrero de 1922, y entró en la Universidad Estatal de Ohio como estudiante de arte después de ser elegida Miss America. Esto la convirtió en la primera ganadora de un concurso en asistir a la universidad. También asistió a la Universidad Wesleyana de Ohio. Fue miembro del capítulo Ohio Beta de Pi Beta Phi en la Universidad Estatal de Ohio.

## Concurso
Se convirtió en "Miss Columbus" sobre un campo de otras 170 mujeres, y procedió a Atlantic City, donde el concurso Inter-City había crecido para incluir a 57 mujeres de todo el país. Sería la última vez en la historia de Miss América donde las ganadoras "profesionales" (modelo, Dorothy Knapp) y "amateurs" (Gladys Grenemeyer de West Philadelphia) serían juzgadas como finalistas contra la campeona "Inter-City" (Mary Katherine Campbell) y se colocarían como subcampeonas para el título de Miss América.
Campbell participó en su segundo intento con éxito en el concurso de belleza como Miss America compitiendo en Atlantic City contra otras 74 mujeres de 36 estados.
Campbell fue Miss América 1922 y Miss América 1923, y también fue 1er finalista en el certamen de Miss America de 1924. Campbell, que competía como "Miss Columbus," sólo tenía dieciséis años en el momento de su primera coronación en 1922. Mintió sobre su edad casi un año para participar en el concurso celebrado en Atlantic City, Nueva Jersey. Dijo que había nacido en mayo de 1905, pero más tarde admitió que había mentido sobre su edad. Después de que el certamen de 1924 y las puntuaciones de los jueces revelaran que Campbell había estado a punto de ganar el título por tercera vez, la Miss America Organization cambió las reglas para que "una concursante sólo pueda ganar el título de Miss America una vez."

## Ofertas profesionales
Campbell recibió ofertas de tres películas, dos musicales de Broadway y un circo. Incluso Flo Ziegfeld le propuso convertirse en una Ziegfeld Girl y actuar con las famosas coristas de Ziegfeld Follies, pero su madre no lo permitió. Campbell cantó "My Buddy" en el B. F. Keith Circuit durante varias semanas, pero "no se me oía más allá de la tercera fila," explicó.

## Vida personal
Campbell se casó con Frederick Stanton Townley (1903–1987), ejecutivo de DuPont. Murió en el condado de San Francisco en 1990, a los 84 años, y fue enterrada en el Oak Grove Cemetery de Delaware, Ohio, junto a su difunto esposo.